# Campeonato Carioca de Futebol de 1912 (LMSA)
O Campeonato Carioca de Futebol de 1912 foi a oitava temporada do campeonato de futebol do Rio de Janeiro. Foram realizadas duas competições uma pela Liga Metropolitana de Sports Athleticos (LMSA) e outra pela Associação de Football do Rio de Janeiro (AFRJ). A partir desta competição, os goleiros passaram a atuar com uniforme diferente dos demais futebolistas. O Paissandu sagrou-se campeão pela primeira vez, tendo o Flamengo, que fez sua estreia no Campeonato Carioca nessa edição, ficado com o vice-campeonato.
A LMSA organizou normalmente o campeonato em continuidade ao torneio do ano anterior, sem a presença do Botafogo, impedido de disputar o campeonato após abandonar a edição do ano anterior pela punição imposta aos seus futebolistas. O torneio foi disputado por pontos corridos, todos jogando entre si sem finais.

## Primeira divisão

### Clubes participantes
Esses foram os clubes participantes:
- America Football Club (Rio de Janeiro), do bairro da Tijuca, Rio de Janeiro
- Bangu Atlético Clube, do bairro do Bangu, Rio de Janeiro
- Clube de Regatas do Flamengo, do bairro do Flamengo, Rio de Janeiro
- Fluminense Football Club, do bairro das Laranjeiras, Rio de Janeiro
- Paysandu Cricket Club, do bairro do Flamengo, Rio de Janeiro
- Rio Cricket and Athletic Association, do bairro de Praia Grande, Niterói
- São Cristóvão Athletic Club, do bairro de São Cristóvão, Rio de Janeiro
- Sport Club Mangueira, do bairro da Tijuca, Rio de Janeiro

### Classificação final
| Classificação | Classificação | Classificação | Classificação | Classificação | Classificação | Classificação | Classificação | Classificação | Classificação |
| Pos           | Time          | PG            | J             | V             | E             | D             | GP            | GS            | SG            |
| ------------- | ------------- | ------------- | ------------- | ------------- | ------------- | ------------- | ------------- | ------------- | ------------- |
| 1             | Paissandu     | 24            | 14            | 11            | 2             | 1             | 64            | 13            | +51           |
| 2             | Flamengo      | 22            | 14            | 10            | 2             | 2             | 65            | 16            | +49           |
| 3             | America       | 20            | 14            | 9             | 2             | 3             | 37            | 16            | +21           |
| 4             | Rio Cricket   | 17            | 14            | 7             | 3             | 4             | 29            | 19            | +10           |
| 5             | Fluminense    | 16            | 14            | 7             | 2             | 5             | 27            | 25            | +2            |
| 6             | Bangu         | 5             | 14            | 2             | 1             | 11            | 24            | 51            | -27           |
| 6             | São Cristóvão | 5             | 14            | 2             | 1             | 11            | 10            | 46            | -36           |
| 8             | Mangueira     | 3             | 14            | 1             | 1             | 12            | 10            | 79            | -69           |

### Partidas
Essas foram as partidas realizadas:
| 3 de maio | Mangueira      | 2 - 16 | Flamengo                                                                               | Estádio Campos Salles |
|           | Octávio · Levy |        | Gustavo de Carvalho · Amarante Zalacain · Arnaldo Guimarães · Alberto Borgerth · Gallo |                       |

| 3 de maio | Fluminense | 1 – 2 | Rio Cricket      | Rua Guanabara, Rio de Janeiro |
|           | Berhmann   |       | Wilson · Westley |                               |

| 5 de maio | São Cristóvão | 1 - 1 | America Football Club | Campo do São Cristovão |
|           | Villas Boas   |       | Dell Nero             |                        |

| 5 de maio | Paissandu                                            | 10 - 1 | Bangu       | Estádio das Laranjeiras |
|           | Harry Robinson · Sidney Pullen · Martin · G.K. Raven |        | Lino Gaspar |                         |

### Premiação
| Campeonato Carioca de 1912 (LMSA) |
| Rio de Janeiro                    |
| --------------------------------- |
| PAYSANDU Campeão (1º título)      |